# Aleurovitreus
Aleurovitreus is een geslacht van halfvleugeligen (Hemiptera) uit de familie witte vliegen (Aleyrodidae), onderfamilie Aleyrodinae.
De wetenschappelijke naam van dit geslacht is voor het eerst geldig gepubliceerd door Martin in 2005. De typesoort is Aleyrodes insignis.

## Soorten
Aleurovitreus omvat de volgende soorten:
- Aleurovitreus insignis (Bondar, 1923)
- Aleurovitreus risor Martin, 2005